# Bewegungsausmaß

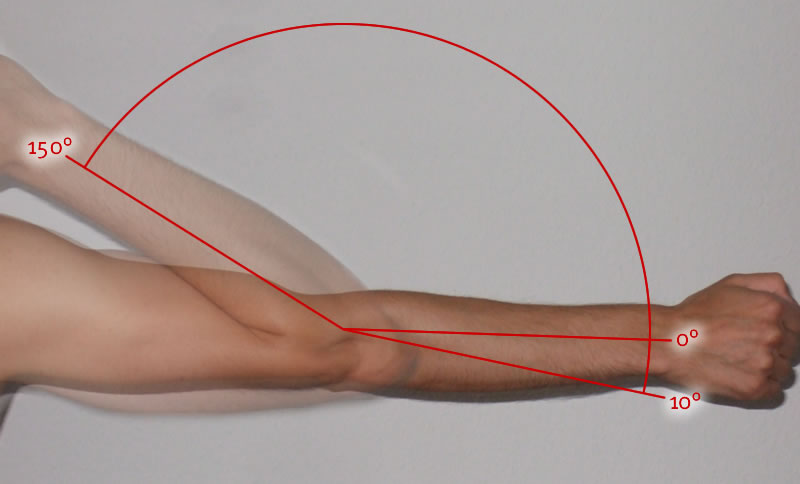
Bewegungsausmaß des Ellenbogens

Das Bewegungsausmaß (Normalwerte) beschreibt die durchschnittliche Beweglichkeit der Gelenke eines Erwachsenen. Die gemessenen Werte dienen in der Physiotherapie der Befunderhebung und der Bewertung eines Gelenks. Für eine aussagekräftige Bewertung findet die Messung immer im Seitenvergleich statt.
Beispielsweise betragen die Normalwerte des Ellenbogens 10° in Extension (Streckung) und 150° in Flexion (Beugung).
Zur Bestimmung des Bewegungsausmaßes verwendet der Physiotherapeut einen medizinischen Winkelmesser. Im ärztlichen Bereich erfolgt die Dokumentation von Bewegungsausmaßen in der Regel nach der Neutral-Null-Methode.